# Mukupirna
Mukupirna (лат.) — вымерший род сумчатых, окаменелости которого были обнаружены в Австралии и датированы примерно 25 миллионами лет назад, эпохой олигоцена. Единственный род семейства Mukupirnidae. Они были похожи на вомбатов, но были очень крупными по сравнению с современными вомбатами, по оценкам, их вес составлял 141—173 кг, что сопоставимо по размеру с черным медведем. Вероятно, они были отличными землекопами и имели развитые зубы, которые позволяли им питаться осокой, корнями и клубнями. Вид Mukupirna nambensis обладал сочетанием характеристик вомбатов и вымершей группы сумчатых, называемых Wynyardiidae. M. nambensis был описан Беком и др. (2020), а M. fortidentatus был описан Крайтоном и др. (2023).

## Классификация
- †Mukupirna nambensis
- †Mukupirna fortidentata